# ФК „Хитрино“
ФК Хитрино е футболен клуб от село Хитрино, който участва в Североизточната група на Трета аматьорска футболна лига.

## История
През сезон 2015/2016 играе в Трета аматьорска футболна лига.